# Fedoreuca, Orhei
Fedoreuca este un sat din cadrul comunei Ciocîlteni din raionul Orhei, Republica Moldova.